# 조용희
조용희(趙庸熙, 1957년 2월 8일 ~ )는 대한민국의 프로 장기 기사이다.

## 약력
서울특별시 출신이다.
- 1996년 입단
- 1997년 제1회 프로 10걸전 준우승
- 2002년 제12회 명인전 우승
- 2003년 제13회 명인전 준우승
- 2004년 제2회 제주도지사배 전문기사부 우승, 햇터배 한국장기 프로리그 서울지회 B팀 우승